# Elfriede Kaun
Elfriede Kaun, née le 5 octobre 1914 à Büttel, dans l'arrondissement de Steinburg et décédée le 5 mars 2008 à Kiel, est une athlète allemande spécialiste du saut en hauteur. Licenciée au Kieler Turn-Verein, elle mesure 1,70 m pour 60 kg.

## Biographie

### Palmarès

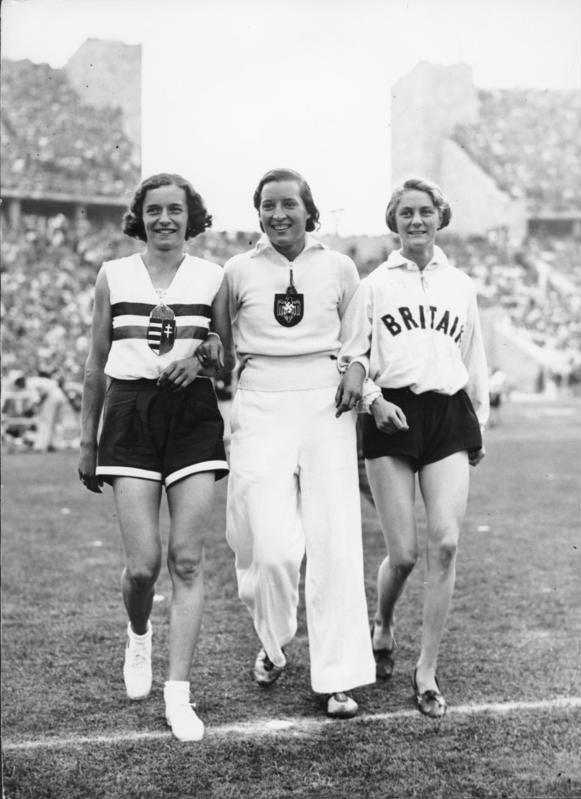
Le podium des Jeux de Berlin avec de gauche à droite Ibolya Csák, Elfriede Kaun et Dorothy Odam.

| Date | Compétition           | Lieu | Résultat | Performance |
| ---- | --------------------- | ---- | -------- | ----------- |
| 1936 | Jeux olympiques d'été |      | 3e       | 1,60 m      |

### Records
| Épreuve         | Performance | Lieu | Date |
| --------------- | ----------- | ---- | ---- |
| Saut en hauteur | 1,63 m      |      | 1939 |